# 中国人民解放军空军唐山指挥所
中国人民解放军空军唐山指挥所，位于河北省唐山市，隶属中国人民解放军北京军区空军。

## 沿革
1968年12月12日，新的中国人民解放军空军第六军（原空军第六军军部已改建为济南军区空军领导机关）在河北唐山重建，隶属中国人民解放军北京军区空军建制领导。吉世堂任军长，司中峰任政委。1985年8月23日改编为中国人民解放军空军唐山指挥所。1992年11月撤编。

## 历任领导

### 空军第六军
| 军长 - 吴宗先 - 吉世堂（1968年12月15日—1971年9月22日） - 褚福田（1977年4月12日—1983年5月20日） - 曾广富（1983年5月20日—1985年8月） 副军长 - 张朝一（1968年12月15日—1978年7月） - 曾广富（1968年12月15日—1983年5月20日） - 李长清（1969年9年1日—1970年12月14日） - 阮济舟（1969年12月14日—1982年8月14日） - 汤化宾（1972年6月—1979年1月） - 高树志（1976年8月—1982年8月14日） - 段祥录（1978年1月24日—1985年8月） - 李长清（1979年1月—1983年5月20日） - 薛伦（1980年10月—1983年5月20日） - 张汝祥（1983年5月20日—1985年8月） - 郭昌照（1983年5月20日—1985年8月） | 政治委员 - 赵正洪 - 司中锋（1968年12月15日—1971年9月22日） - 杜镜秋（1972年11月—1978年1月24日） - 杨志福（1978年2月—1983年5月20日） - 马鸿（1983年5月20日—1985年8月） 副政治委员 - 贺芳齐（1968年12月15日—1970年5月） - 冯长旺（1970年4月—1982年8月14日） - 李建明（1972年9月—1978年1月） - 贺芳齐（1974年2月—1979年1月） - 董华（1978年11月—1982年3月） - 崔三英（1981年2月—1983年5月） - 陈克温（1981年4月—1981年12月） - 朱锦祺（1983年5月20日—1985年8月） |

| 参谋长 - 刘绍文（1968年12月15日—1978年7月） - 吴世友（1978年7月—1983年5月20日） - 王贵申（1983年5月20日—1985年8月） | 政治部主任 - 冯长旺（1968年12月—1970年4月） - 常裕（1970年4月—1981年3月） - 于佃元（1981年10月—1983年5月20日） - 王峰（1983年5月20日—1985年8月） |

| 后勤部部长 - 邹德耀（1983年5月—1985年8月） |

### 空军唐山指挥所
| 司令员 - 曾广富 空军少将（1985年9月—1988年6月） - 韩瑞阶 空军少将（1989年7月—1990年6月） - 施永根 空军少将（1990年6月—1992年11月） | 政治委员 - 马鸿 空军少将（1983年5月—1990年6月） - 沙显明 空军少将（1990年6月—1991年12月） - 杨文修 空军少将（1991年12月—1992年11月） |